# Gavrana tiphiipuppis
Gavrana tiphiipuppis är en stekelart som först beskrevs av Joseph Vachal 1907.  Gavrana tiphiipuppis ingår i släktet Gavrana och familjen brokparasitsteklar. Inga underarter finns listade i Catalogue of Life.